# Galunggung
El Mont Galunggung (en indonesi: Gunung Galunggung, anteriorment escrit Galoen-gong) és un estratovolcà actiu de la Java occidental, Indonèsia, a uns 80 km al sud-est de Bandung. Forma part de l'Arc de Sunda el qual és el resultat de la subducció de la Placa australiana i la Placa Euroasiàtica. El seu cim es troba a 2.168 m d'altitud.
El 12 de febrer de l'any 2012, després de 20 anys de la darrera erupció important, es va donar l'alerta d'erupció potencialment perillosa.

el 28 de maig de 2012, el grau de perillositat de l'eupció es va abaixar des del 2 fins a l'1 (en una escala d'1 a 4)

## Erupció de 1982

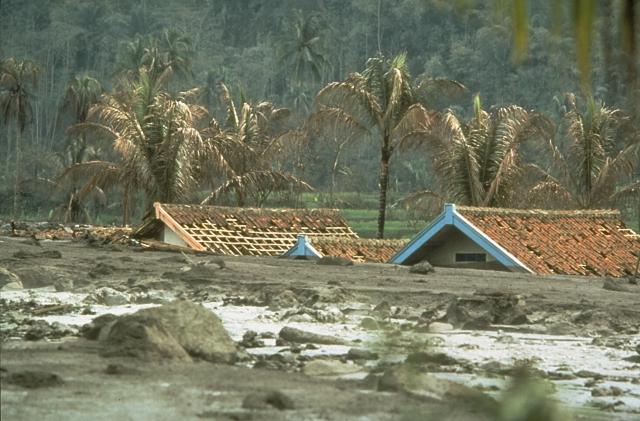
Erupció del Galunggung de 1982.

L'erupció de 1982 va tenir un Índex d'explosibilitat volcànica de 4 i va matar 18 persones per causes directes o indirectes. Va donar cendres volcàniques perilloses per l'aviació o dos avions Boeing 747 van patir danys en els motors i els fuselatges i van haver d'aterrar d'emergència a l'aeroport de Jakarta.

## Allaus històrics
Els dipòsits de Hummock coneguts com Els 10.000 Turons de Tasikmalaya van atrarure l'atenció dels geòlegs de principis del segle xx. n aquest turos s'hi havien fet habitatges que estaven fora de l'abast dels mosquits i de les rates dels camps d'arròs.
En principi es va creure que eren originats per un lahar causat per l'alliberament d'aigües d'un llac de cràter però l'erupció del Mont Saint helen de 1980 i els dipòsits del Mont Shasta van deixar clar que aquests hummocks ern resultat d'un dipòsit de residus per una allau. Segons l'anàlisi per radiocarboni aquests dipòsits tenien una edat de 23.000 anys